# 1987年ポルトガルグランプリ
1987年ポルトガルグランプリは、1987年F1世界選手権の第12戦として、1987年9月20日にアウトドローモ・ド・エストリルで開催された。アラン・プロストが当時のF1最多勝記録を更新する通算28勝目を挙げた。

## 概要
予選ではフェラーリのゲルハルト・ベルガーが自身初のポールポジションを獲得した。フェラーリにとっては1985年以来のポールポジションだった。
ウィリアムズは前戦イタリアGPに引き続きアクティブサスペンション仕様のFW11Bを持ち込んだ。今回はナイジェル・マンセルとネルソン・ピケの両者に1台ずつのアクティブサスペンション車が与えられ、更にノーマルサスペンション車もそれぞれに1台ずつ与えられた。
マンセルはアクティブサスペンション仕様を使うことにしていたが、金曜日にはアクティブサスペンション車のエンジンが良くないとしてパッシブ車を使用してトップタイムを記録した。マンセルは土曜日はアクティブサスペンション車で出走した。エンジンが換装されておらず前日のタイムを更新することはできなかったが、土曜日のセッションでの3番手のタイムを記録した。総合ではベルガーに次ぐ2番手で予選を終えた。
ピケは金曜日はマンセルに次ぐ2番手だったが、土曜日はマシントラブルでタイムアタックを行うことができず、タイムを伸ばしたベルガーとプロストに抜かれ4位で予選を終えた。ロータスの中嶋はアクティブサスペンションが出火し土曜の予選は走れなかったために15位に沈んだ。
決勝はスタート直後に中位集団でクラッシュが発生しコースを塞いだために中断した。完全に新規のレースとして再スタート手順が行われたが、クリスチャン・ダナーはマシンが用意できずに出走することができなかった。
再スタート後はベルガーが独走した。ベルガーを追うウィリアムズはマンセルがトラブルでリタイアし、その後ピケとミケーレ・アルボレートが2位を争った。
プロストはスタート直後に6位まで順位を下げるが、マンセルとセナとアルボレートがトラブルに見舞われると3位に上がり、タイヤ交換のタイミングでピケの前に出た。プロストはファステストラップを記録しながら急速にベルガーとの差を詰めると、61周目までに3秒以内の差となった。ベルガーもペースを上げて応酬したため差は縮まらなくなったが、68周目に下りの第7コーナーでベルガーが単独スピンを喫し、勝負は決した。

## 結果

### 予選
| 順位 | No | ドライバー                 | コンストラクタ                 | 1回目    | 2回目    |
| ---- | -- | -------------------------- | ------------------------------ | -------- | -------- |
| 1    | 28 | ゲルハルト・ベルガー       | フェラーリ                     | 1'18.448 | 1'17.620 |
| 2    | 5  | ナイジェル・マンセル       | ウィリアムズ・ホンダ           | 1'17.951 | 1'18.235 |
| 3    | 1  | アラン・プロスト           | マクラーレン・TAG              | 1'18.404 | 1'17.994 |
| 4    | 6  | ネルソン・ピケ             | ウィリアムズ・ホンダ           | 1'18.164 | -        |
| 5    | 12 | アイルトン・セナ           | ロータス・ホンダ               | 1'18.382 | 1'18.354 |
| 6    | 27 | ミケーレ・アルボレート     | フェラーリ                     | 1'20.069 | 1'18.540 |
| 7    | 7  | リカルド・パトレーゼ       | ブラバム・BMW                  | 1'21.506 | 1'19.965 |
| 8    | 2  | ステファン・ヨハンソン     | マクラーレン・TAG              | 1'20.134 | 1'20.227 |
| 9    | 20 | ティエリー・ブーツェン     | ベネトン・フォード             | 1'20.305 | 1'20.558 |
| 10   | 19 | テオ・ファビ               | ベネトン・フォード             | 1'20.483 | 1'20.548 |
| 11   | 18 | エディ・チーバー           | アロウズ・メガトロン           | 1'21.324 | 1'21.207 |
| 12   | 17 | デレック・ワーウィック     | アロウズ・メガトロン           | 1'21.397 | 1'21.587 |
| 13   | 8  | アンドレア・デ・チェザリス | ブラバム・BMW                  | 1'22.060 | 1'21.725 |
| 14   | 24 | アレッサンドロ・ナニーニ   | ミナルディ・モトーリ・モデルニ | 1'21.784 | 1'22.128 |
| 15   | 11 | 中嶋悟                     | ロータス・ホンダ               | 1'22.222 | -        |
| 16   | 10 | クリスチャン・ダナー       | ザクスピード                   | 1'22.424 | 1'22.358 |
| 17   | 9  | マーティン・ブランドル     | ザクスピード                   | 1'22.400 | 1'22.794 |
| 18   | 25 | ルネ・アルヌー             | リジェ・メガトロン             | 1'23.637 | 1'23.237 |
| 19   | 30 | フィリップ・アリオー       | ローラ・コスワース             | 1'24.181 | 1'23.580 |
| 20   | 23 | アドリアン・カンポス       | ミナルディ・モトーリ・モデルニ | 1'24.822 | 1'23.591 |
| 21   | 4  | フィリップ・ストレイフ     | ティレル・コスワース           | 1'23.810 | 1'24.436 |
| 22   | 16 | イヴァン・カペリ           | マーチ・コスワース             | 1'24.533 | 1'23.905 |
| 23   | 26 | ピエルカルロ・ギンザーニ   | リジェ・メガトロン             | 1'24.105 | 1'24.979 |
| 24   | 3  | ジョナサン・パーマー       | ティレル・コスワース           | 1'24.392 | 1'24.217 |
| 25   | 21 | アレックス・カフィ         | オゼッラ・アルファロメオ       | 1'24.792 | 1'25.232 |
| 26   | 22 | フランコ・フォリーニ       | オゼッラ・アルファロメオ       | 1'27.219 | 1'26.635 |
| DNQ  | 14 | パスカル・ファブル         | AGS・コスワース                | 1'28.756 | 1'26.946 |

### 決勝
| 順位     | No. | ドライバー                 | コンストラクタ                 | 周回 | タイム/リタイヤ  | グリッド | ポイント |
| -------- | --- | -------------------------- | ------------------------------ | ---- | ---------------- | -------- | -------- |
| 1        | 1   | アラン・プロスト           | マクラーレン・TAG              | 70   | 1:37'03.906      | 3        | 9        |
| 2        | 28  | ゲルハルト・ベルガー       | フェラーリ                     | 70   | + 20.493         | 1        | 6        |
| 3        | 6   | ネルソン・ピケ             | ウィリアムズ・ホンダ           | 70   | + 1'03.295       | 4        | 4        |
| 4        | 19  | テオ・ファビ               | ベネトン・フォード             | 69   | +1 Lap           | 10       | 3        |
| 5        | 2   | ステファン・ヨハンソン     | マクラーレン・TAG              | 69   | +1 Lap           | 8        | 2        |
| 6        | 18  | エディ・チーバー           | アロウズ・メガトロン           | 68   | +2 Laps          | 11       | 1        |
| 7        | 12  | アイルトン・セナ           | ロータス・ホンダ               | 68   | +2 Laps          | 5        |          |
| 8        | 11  | 中嶋悟                     | ロータス・ホンダ               | 68   | +2 Laps          | 15       |          |
| 9        | 16  | イヴァン・カペリ           | マーチ・コスワース             | 67   | +3 Laps          | 22       |          |
| 10       | 3   | ジョナサン・パーマー       | ティレル・コスワース           | 67   | +3 Laps          | 24       |          |
| 11       | 24  | アレッサンドロ・ナニーニ   | ミナルディ・モトーリ・モデルニ | 66   | +4 Laps          | 14       |          |
| 12       | 4   | フィリップ・ストレイフ     | ティレル・コスワース           | 66   | +4 Laps          | 21       |          |
| 13       | 17  | デレック・ワーウィック     | アロウズ・メガトロン           | 66   | +4 Laps          | 12       |          |
| 14       | 20  | ティエリー・ブーツェン     | ベネトン・フォード             | 64   | +6 Laps          | 9        |          |
| リタイヤ | 8   | アンドレア・デ・チェザリス | ブラバム・BMW                  | 54   | インジェクション | 13       |          |
| リタイヤ | 27  | ミケーレ・アルボレート     | フェラーリ                     | 38   | ギアボックス     | 6        |          |
| リタイヤ | 9   | マーティン・ブランドル     | ザクスピード                   | 35   | ギアボックス     | 17       |          |
| リタイヤ | 22  | フランコ・フォリーニ       | オゼッラ・アルファロメオ       | 32   | サスペンション   | 26       |          |
| リタイヤ | 30  | フィリップ・アリオー       | ローラ・コスワース             | 31   | エンジン         | 19       |          |
| リタイヤ | 25  | ルネ・アルヌー             | リジェ・メガトロン             | 29   | ラジエター       | 18       |          |
| リタイヤ | 21  | アレックス・カフィ         | オゼッラ・アルファロメオ       | 27   | ターボ           | 25       |          |
| リタイヤ | 26  | ピエルカルロ・ギンザーニ   | リジェ・メガトロン             | 24   | イグニッション   | 23       |          |
| リタイヤ | 23  | アドリアン・カンポス       | ミナルディ・モトーリ・モデルニ | 24   | アクシデント     | 20       |          |
| リタイヤ | 5   | ナイジェル・マンセル       | ウィリアムズ・ホンダ           | 13   | 電気系           | 2        |          |
| リタイヤ | 7   | リカルド・パトレーゼ       | ブラバム・BMW                  | 13   | エンジン         | 7        |          |
| DNS      | 10  | クリスチャン・ダナー       | ザクスピード                   | 0    | アクシデント     | 16       |          |

- 予選、決勝順位は、“The Official Formula 1 website”. 2008年7月25日閲覧。およびF1イヤーブック[3]より。

## 記録
- 初ポールポジション：ゲルハルト・ベルガー
- 通算勝利数新記録(ドライバー)：アラン･プロスト